# Paraíso, Tabasco
Paraíso là một đô thị thuộc bang Tabasco, México. Năm 2005, dân số của đô thị này là 78519 người.